# Ectatomma permagnum
Ectatomma permagnum är en myrart som beskrevs av Auguste-Henri Forel 1908. Ectatomma permagnum ingår i släktet Ectatomma och familjen myror. Inga underarter finns listade i Catalogue of Life.

## Bildgalleri

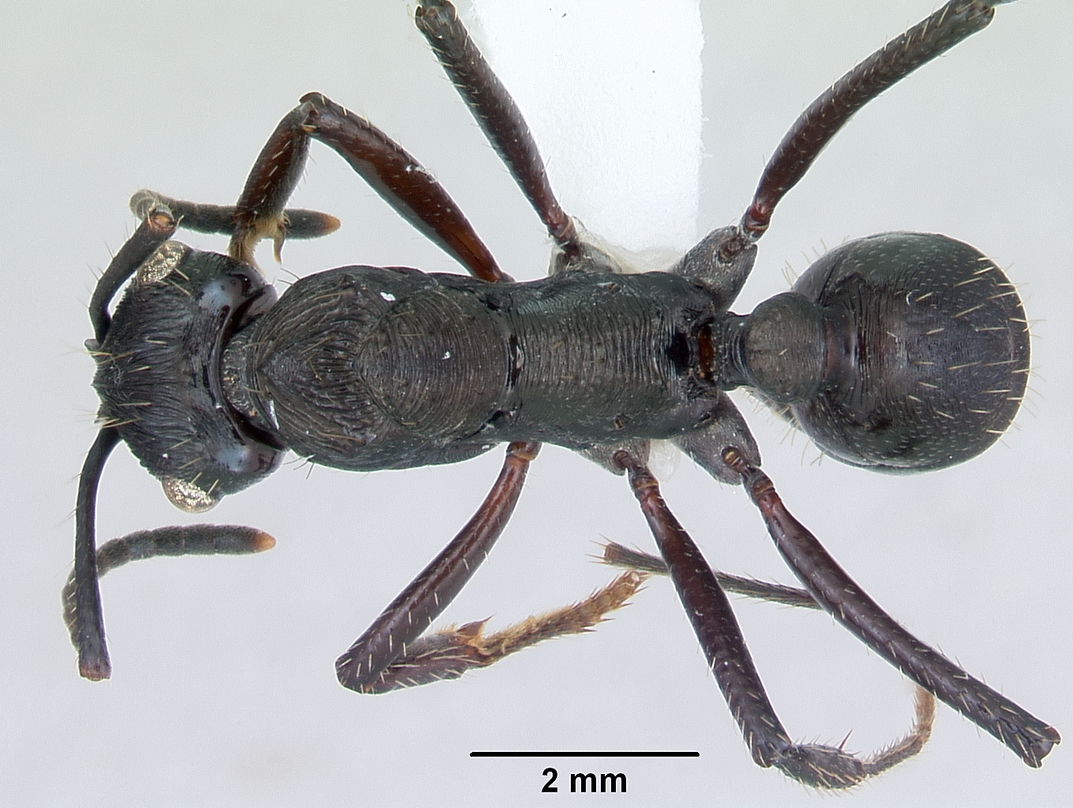
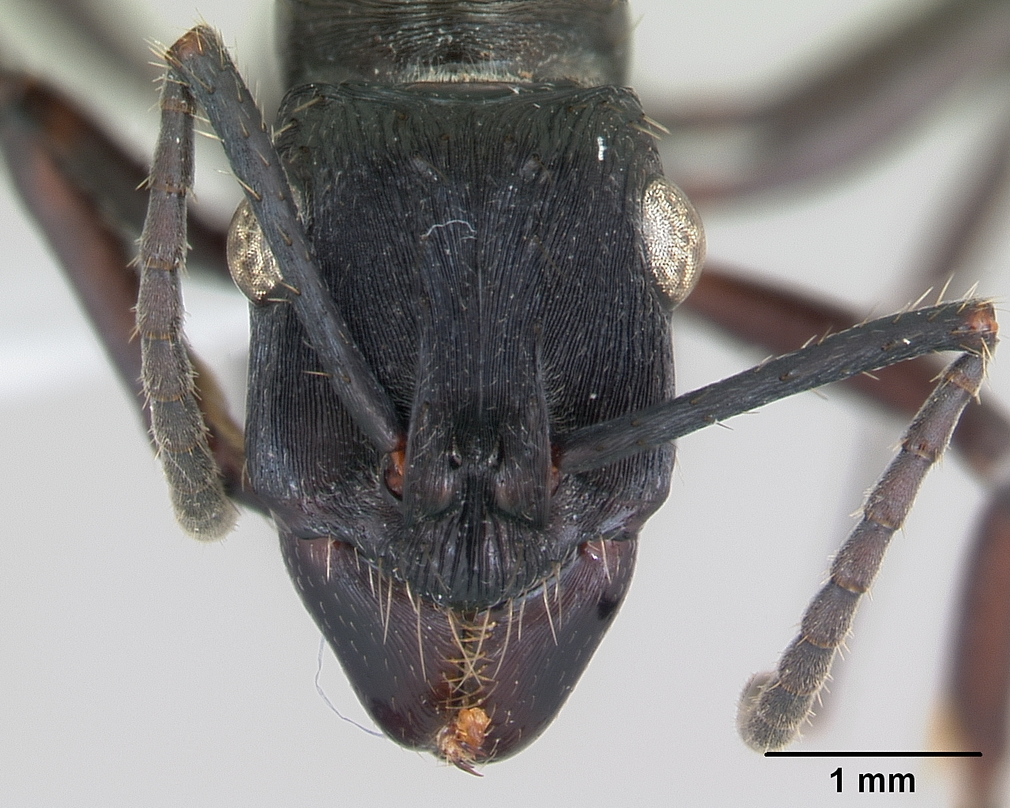
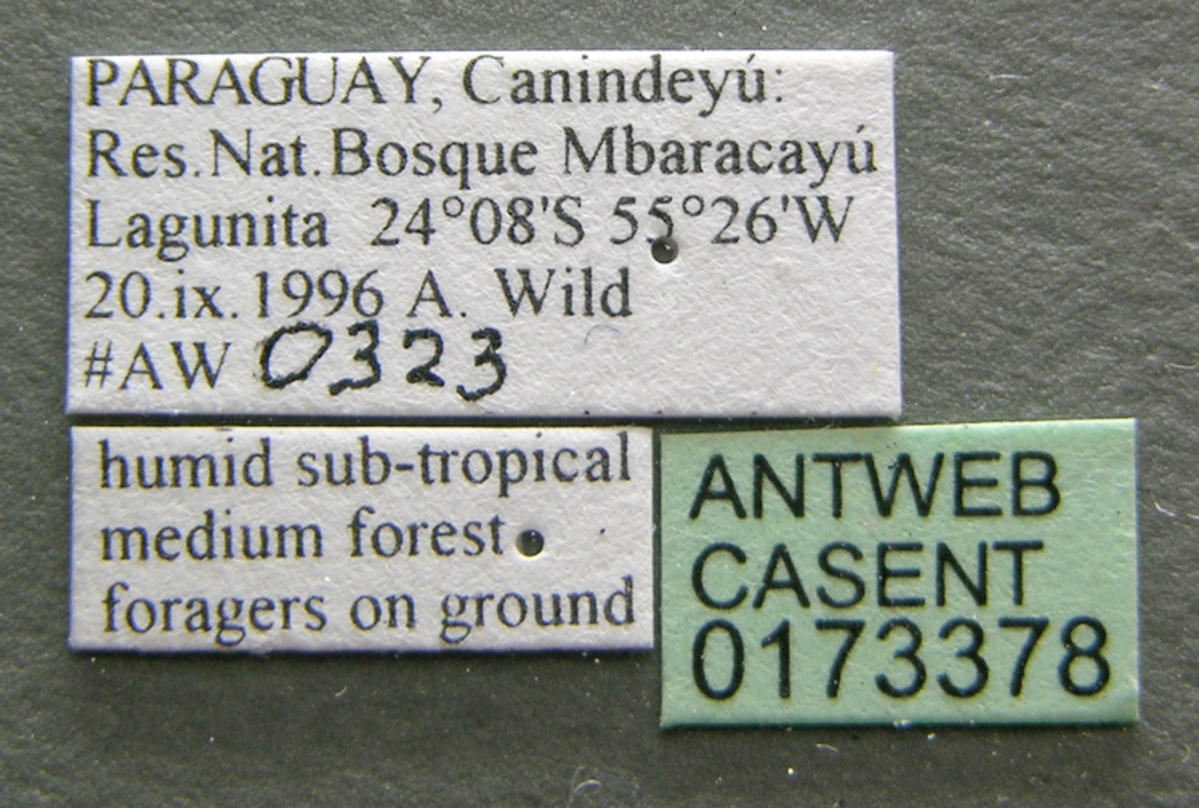
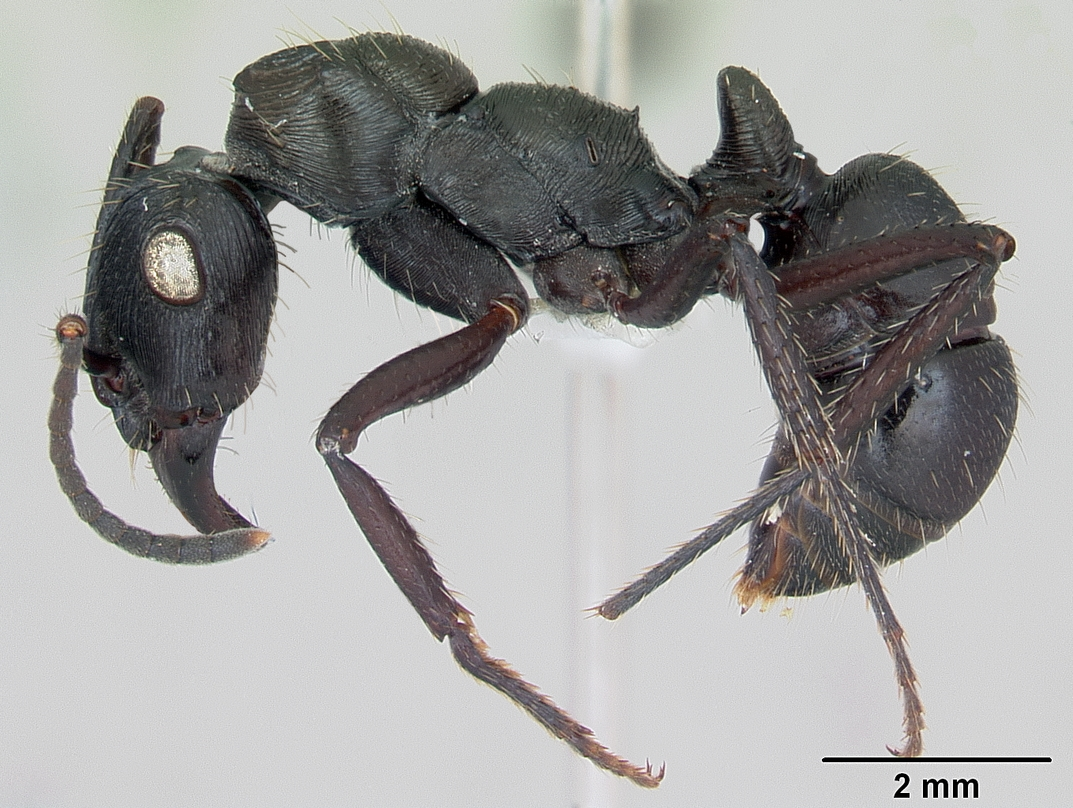